# Organização Brasileira para o Desenvolvimento da Certificação Aeronáutica
A Organização Brasileira para o Desenvolvimento da Certificação Aeronáutica (DCA-BR) é uma Organização da Sociedade Civil de Interesse Público (OSCIP), regulada pela Lei 9.790, de 23 de março de 1999 e registrada no Ministério da Justiça em 28 de novembro de 2006.

## Organização
A Organização Brasileira para o Desenvolvimento da Certificação Aeronáutica, estabelecida em 26 de junho de 2006, é uma associação civil de direito privado, sem fins lucrativos, qualificada pelo Ministério da Justiça como Organização da Sociedade Civil de Interesse Público (OSCIP), regulada pela Lei 9.790, de 23 de março de 1999. Pode firmar parcerias com entidades nacionais e estrangeiras, públicas e privadas.
A DCA‐BR atua nas áreas de treinamento, capacitação profissional, consultoria e normalização, junto às autoridades aeroespaciais, fabricantes e usuários do Sistema de Aviação Civil e de Aviação Militar.
Seu campo de atividades abrange desde a avaliação e a orientação do projeto conceitual de um produto aeroespacial, sob o aspecto da aeronavegabilidade, até sua certificação, prosseguindo na fase operacional com a aeronavegabilidade continuada e a segurança operacional, incluindo ainda as questões ligadas a ruído, emissões e operação ecologicamente sustentada.
Dentre seus objetivos, destacam‐se aqueles que visam manter e difundir os conhecimentos e a experiência acumulada no processo de implantação de sistemas de certificação aeronáutica e espacial, com reconhecimento internacional, em países emergentes da America Latina e Ásia, notadamente no Brasil.
A DCA‐BR atua também em atividades de suporte e consultoria para implantação de sistemas de gerenciamento de segurança operacional continuada e de sistemas de delegação individual ou institucional.

## Estrutura
A DCA-BR é composta de associados, distribuídos nas categorias: fundadores (signatários da ata de constituição da DCA-BR), efetivos (aqueles que pleiteiam a sua admissão) e honorários (pessoas reconhecidas por relevantes serviços prestados à área de atuação da DCA-BR).
A DCA-BR está assim estruturada:
Assembléia Geral:  Constituída dos associados em pleno gozo de seus direitos estatutários, com poder de decisão, para eleição e destituição de cargos como o de Diretoria e o de Conselho Fiscal e alterações no estatuto.
Conselho Fiscal:  Composto por 03 (três) associados, com o escopo principal de analisar os balanços patrimoniais, demonstrações financeiras e atividades correlatas.
Diretoria Executiva:  A diretoria executiva da DCA-BR é composta do Diretor Geral, Diretor Técnico e Diretor de Administração e Finanças.

## Sede
A DCA-BR está sediada em São José dos Campos, pólo aeroespacial brasileiro.

## Missão
A missão da DCA-BR é contribuir para o desenvolvimento, disseminação e manutenção de conhecimentos em certificação, segurança de voo e proteção ambiental, no campo aeroespacial.
O seu objetivo é preservar o conhecimento obtido em certificação de produtos aeronáuticos nas últimas décadas.
A visão da DCA-BR é ser reconhecida como referência nacional e internacional como detentora e disseminadora de conhecimentos relacionados à certificação, à segurança de voo e à proteção ambiental, no campo aeroespacial, desenvolvendo suas atividades de forma autônoma e sustentável.
A DCA-BR propõe-se a ser a organização responsável pela preservação do conhecimento em certificação aeronáutica, conquistado no suporte à indústria aeronáutica brasileira nos últimos anos. Além disso, o desenvolvimento contínuo da DCA-BR poderá contribuir como agente estratégico no fomento e no desenvolvimento do parque aeronáutico nacional.

## Área de atuação
A DCA-BR atua em várias áreas relacionadas com a certificação aeronáutica.

### Consultoria em Certificação Aeronáutica
A DCA-BR não realiza certificações. Essa atividade é da competência das autoridades (ANAC, na aviação civil, e DCTA/IFI, na área militar). A Organização orienta projetos de produtos aeronáuticos, quanto aos planos de certificação de aeronaves e equipamentos, e quanto à aeronavegabilidade. Ainda oferece assessoria em ensaios em voo, projetos experimentais, e é capaz de avaliar o desempenho e os sistemas de aeronaves.
Assessora projetos nacionais de certificação suplementar de tipo (CST) e validação de certificação suplementar de tipo estrangeiro no Brasil, além de projetos de aeronaves esportivas leves (Light Sport Aircraft – LSA).
A DCA-BR também promove o fomento da certificação de Veículos Aéreos Não Tripulados (VANTs), através de realização de painéis e assessorando fabricantes e órgãos públicos.

### Aeronavegabilidade Continuada
A DCA-BR suporta o desenvolvimento de programas de manutenção, programas de controle de confiabilidade, análise de segurança de sistemas (System Safety Assessment – SSA), planos de aprovisionamento de peças de reposição, suporte à elaboração de manuais para certificação de empresas. Além disso, assessora sobre embalagens e transporte de cargas perigosas.

### Outras Consultorias
A DCA-BR fornece consultorias sobre diversos assuntos aeronáuticos para empresas privadas, órgãos públicos e autoridades de aviação civil do Brasil e do exterior.
Entre os assuntos destas consultorias estão o projeto e regulamentação de VANTs, Sistema de Gerenciamento de Segurança Operacional (SGSO) ou System Management System (SMS), o State Safety Program (SSP), gestão ambiental, sistemas de gestão de qualidade (SGQ) e Produção.

### Treinamentos
A DCA-BR realiza treinamentos sobre assuntos relacionados com a aviação, e já realizou cursos sobre familiarização aeronáutica, regulamentos e normas de certificação aeronáutica, sistemas de manutenção e manutenção preditiva, sistemas das aeronaves, propulsão, estruturas e fadiga de materiais, materiais compostos, aeroelasticidade, análise de segurança de sistemas (System Safety Assessment - SSA), gestão e qualidade e aeronáutica, inspeção e certificação de aeronavegabilidade, planejamento e organização de sistemas de OJT (“On the Job Training”).

### Meio-Ambiente
A DCA-BR colabora com a ABNT, em comitês dedicados, na elaboração de normas NBR, emitidas por aquela Associação, para controle e gestão de emissões de Gases de Efeito Estufa em aeronaves e aeroportos, elabora projetos de Mecanismo de Desenvolvimento Limpo (MDL) para substituição dos combustíveis fósseis por biocombustíveis, realiza inventários de emissões de GEE, estuda técnicas para monitoramento de emissões de GEE. A organização também se dedica ao estudo sobre a utilização de fontes de energia renovável na aviação. É capaz de elaborar Relatórios de Impactos Ambientais (RIMA) para a instalação de aeroportos.
Como uma organização fomentadora dos estudos e discussões sobre o meio-ambiente e a aviação, realiza eventos sobre aspectos ambientais relevantes para o setor aeronáutico.

### Qualidade e Produção
A DCA-BR acompanha a fabricação de aeronaves, realiza a inspeção, recebimento e aceitação de aeronaves novas e inspeção de “primeiro artigo” (First Article Inspection - FAI). Fornece assessoria técnica em importação e exportação de aeronaves.
Também audita fornecedores, sistemas de qualidade e processos de produção e testemunha ensaios de aceitação.

## Colaboradores
A DCA-BR mantém em seu quadro de colaboradores profissionais experientes em assuntos de certificação, aeronavegabilidade, segurança operacional e preservação do meio ambiente, oriundos da ANAC, da EMBRAER, de companhias aéreas e do DCTA-IFI.
Com estes especialistas, engenheiros e instrutores, a DCA-BR tem um compromisso com a Segurança Operacional e com o Meio Ambiente na aviação, que assume por meio da aquisição, manutenção e disseminação de conhecimentos e práticas dirigidas à Aeronavegabilidade e Gestão Ambiental.

## Principais Clientes e Parcerias
O principal cliente da DCA-BR tem sido a ANAC, consistindo fundamentalmente na formação e treinamento de novos e antigos funcionários da Agência, além de consultoria técnica especializada em certificação de produtos, em segurança operacional e em regulamentação de aeronavegabilidade.
A DCA-BR desenvolve negociações com empresas privadas e órgãos da administração direta, da União e dos Estados, estes últimos para o estabelecimento de parcerias. Entre os vários negócios estão serviços de consultoria para empresas de transporte aéreo, escritórios de projetos aeronáuticos, oficinas de manutenção, incluindo atividades de desenvolvimento, treinamento, certificação de produtos, certificação de processos e de empresas do ramo aeronáutico.
A DCA-BR tem prestado assessoria na estruturação de autoridades certificadoras de outros países, tendo já efetuado importantes atividades na Coreia do Sul.

## Eventos e Treinamentos Promovidos

### Histórico
A DCA-BR já organizou ou ajudou a organizar vários eventos e treinamentos. Essa atividade de organização de eventos é continuada. A seguir, os mais importantes eventos já organizados pela DCA-BR:
- Novembro/2007 – X Seminário de representantes Credenciados da Autoridade Aeronáutica – São José dos Campos - SP

- Junho/2008 – Painel sobre regulamentação de VANT - São José dos Campos - SP

- Junho/2008 – Seminário Veículos Aéreos Não-Tripulados – VANT - São José dos Campos - SP

- Junho/2008 – Seminário de Emissões de Carbono por Aeronaves – São José dos Campos - SP

- Julho/2008 – Seminário de Grandes Modificações em Aeronaves (HST) – 2008 – São José dos Campos - SP

- Abril/2009 – Treinamento Inicial para candidatos a representantes Credenciados da Autoridade Aeronáutica – São José dos Campos – SP

- Abril/2009 – Curso Safety Assessment of Aircraft Systems - São José dos Campos – SP

- Junho/2009 – Encontro Técnico IPEN e DCA-BR – Oportunidades de Interação entre Agências Reguladoras – São Paulo – SP

- Junho/2009 – Curso Aplicação das Normas RTCA DO-178B (Software) e RTCA DO-254 (Hardware Complexo) - São José dos Campos – SP

- Julho/2009 – Palestra Aprovação de Grandes Modificações em Aeronaves – EAB 2009 São José dos Campos – SP

- Julho/2009 – Palestra Aviação Leve-Esportiva (LSA) – EAB 2009 - São José dos Campos – SP

- Julho/2009 – Palestra Iniciativas para a Redução das Emissões de Gases do Efeito Estufa na Aviação – AEB 2009 - São José dos Campos – SP

- Julho/2009 – 2º Simpósio de Segurança de Voo – SSV 2009, em conjunto com a Divisão de Ensaios em Voo do Departamento de Ciência e Tecnologia Aeroespacial (DCTA) – São José dos Campos - SP

- Setembro/2009 – Seminário Grandes Modificações em Aeronaves (CST) 2009 – São José dos Campos – SP[6]

### Concursos
A DCA-BR busca fomentar a discussão e o interesse de alunos de escolas de ensino médio e superior sobre assuntos relevantes da aviação. Uma das maneiras de incentivar os alunos a desenvolverem conhecimentos nessa área é a realização de concursos que premiem os melhores trabalhos.
Em 2009, a DCA-BR está promovendo dois concursos, com os resultados finais divulgados nas datas indicadas:
- Dezembro/2009 – Prêmio de Pesquisa em VANT - São José dos Campos - SP

- Dezembro/2009 – 1º Concurso entre universitários sobre iniciativas para a redução de impactos ambientais no setor aeroespacial – São José dos Campos - SP

## Associações
A DCA-BR é associada das seguintes organizações:
- ASTM International
- RTCA – Radio Technical Commission for Aeronautics
- SAE – Society of Automotive Engineers International

- ABNT – Associação Brasileira de Normas Técnicas
- UVS International